# دانيال مونرو فورني
دانيال مونرو فورني هو سياسي أمريكي، ولد في 1 فبراير 1784، وتوفي في 15 أكتوبر 1847 في مقاطعة لوندز في الولايات المتحدة. انتخب عضو مجلس ولاية كارولاينا الشمالية ‏ وانتخب عضو مجلس النواب الأمريكي.